# Skull and Bones (jogo eletrônico)
Skull and Bones é um jogo de ação e aventura, desenvolvido pela Ubisoft Singapore e publicado pela Ubisoft. O jogo gira em torno da pirataria e da guerra naval com um cenário fantástico na África Oriental e no Sudeste Asiático durante o final do século XVII, o auge da histórica Idade de Ouro da Pirataria.  Foi lançado para Microsoft Windows, PlayStation 5 e Xbox Series X/S em 16 de fevereiro de 2024, após vários atrasos e dificuldades de desenvolvimento, com críticas mistas.